# Obraz Matki Bożej Białynickiej
Obraz Matki Bożej Białynickiej – wizerunek przedstawiający Maryję z Dzieciątkiem w typie Hodegetrii (praw. Ikony), nieznanego autorstwa otoczony szczególnym kultem religijnym wśród wiernych Kościoła rzymskokatolickiego oraz Cerkwi prawosławnej i uważany za cudowny. Znajdował się w głównym ołtarzu kościoła Matki Bożej Szkaplerznej w Białyniczach. Obraz uważany przez prawosławnych za oryginalny zaginął podczas II wojny światowej.

## Historia obrazu

### Pochodzenie obrazu
Istnieją dwa różne podania o pochodzeniu obrazu, prawosławne i katolickie. Prawosławne podanie ma dwie wersje. Jedna z nich mówi, że po zajęciu Kijowa przez wojska tatarskie Batu-chana w 1240 roku, kilku mnichów uciekło do lasu zabierając ze sobą ikonę w stylu bizantyjskim. Swoją długą drogę zakończyli na wzgórzu nad rzeką Druć, gdzie założyli cerkiew św. Proroka Eliasza i męski monaster. Podczas pierwszej nocy w tym miejscu ikona zaczęła emanować niezwykłym światłem. Cudowna poświata była widoczna w ciągu kolejnych nocy. Na pamiątkę tego cudu miejsce to nazwano „Białymi nocami” czy też „Białyniczami”. Później obraz został skradziony przez Karmelitów.
Druga wersja mówi, iż uciekający mnisi umieścili obraz w monasterze Kuteińskim na przedmieściach Orszy. Później został skradziony z bramy monasteru przez Karmelitów lub przekazany im w 1635 roku za pośrednictwem fundatora monasteru i klasztoru kanclerza wielkiego litewskiego Lwa Sapiehy.
Obie wersje katolickiego podania mówią o cudownym pojawieniu się obrazu w klasztorze Karmelitów. Zakonnicy długo poszukiwali malarza mogącego namalować oblicze Matki Bożej, aż w 1634 roku tajemniczy wędrowny malarz – anioł, ofiarował im namalowany na okiennicy obraz. Postać Maryi z Dzieciątkiem Jezus miała niedokończoną szatę, o wykończenie której miała zadbać, zdaniem autora, sama Matka Boża. Druga wersja mówi, że obraz namalował podczas śpiewania przez zakonników litanii do Matki Bożej i ukończył go przed jej zakończeniem.

### Historia
Po 1635 roku marszałek wielki litewski Krzysztof Zawisza ozdobił obraz kosztowną sukienką, a podkanclerz Kazimierz Lew Sapieha, syn fundatora klasztoru, przyozdobił ołtarz klejnotami oraz urządził w klasztorze drukarnię.
W obliczu rabunku, zbrodni i pożogi jaką niosły wojska moskiewskie na kresach Rzeczypospolitej podczas wojny polsko-rosyjskiej, jesienią 1655 roku obraz Maryi przeniesiono do Lachowicz w województwie nowogródzkim. Należąca do Pawła Sapiehy, hetmana litewskiego, twierdza broniła się w tym samym czasie co Częstochowa przed Szwedami. Pomimo trzymiesięcznego oblężenia (1660) i znacznych posiłków pod wodzą Iwana Chowańskiego, twierdza nie została zdobyta. Krótko po tym Chowański został rozbity przez wojska Stefana Czarnieckiego i Pawła Sapiehy. W powszechnej opinii odparcie nieprzyjaciół nie byłoby możliwe bez wstawiennictwa Matki Bożej. W pamięci współczesnych cudowna obrona twierdzy w Lachowiczach była równie znana jak obrona Jasnej Góry.
Po zwycięstwie Czarniecki z Sapiehą triumfalnie wchodzili do Lachowicz i wraz z tłumami chóralnie odśpiewali Te Deum Laudamus przed obrazem z Białynicz, a był to dzień Nawiedzenia Najświętszej Maryi Panny (31 maja).
Wizerunek z Białynicz pozostał w bezpiecznych Lachowiczach ponad wiek. Dzięki zabiegom Karmelitów i poparciu księżnej Teofili z Jabłonowskich Sapieżyny, uroczyście powrócił w 1760 roku do Białynicz, do nowego kościoła.
Po zbadaniu cudów dokonanych za przyczyną Matki Bożej Białynickiej przez specjalną komisję przysłaną przez biskupa wileńskiego Jana Zienkowicza, papież Benedykt XIV 13 kwietnia 1756 roku wydał bullę z zezwoleniem na koronację obrazu. Złote korony wykonano ze składek zbieranych w całej Rzeczypospolitej, a zwłaszcza od wielmożów litewskich Michała Radziwiłła i Jerzego Ogińskiego. Uroczystej koronacji obrazu dokonał biskup Smoleńska Jerzy Mikołaj Hylzen 20 września 1761 roku (inne źródła: 29 września).
W 1832 roku klasztor karmelicki został skasowany przez gubernatora mohylewskiego Michaiła Murawjowa i od tego czasu władze carskie prowadziły wśród ludności kraju nieustanną propagandę w celu wmówienia, że kościół powinien zostać wraz z cudownym obrazem przekazany Cerkwi prawosławnej. Ataki propagandowe władzy na świątynię będącą ostoją polskości i wiary na tych terenach, nasiliły się po rekoronacji obrazu 6 czerwca 1856 roku. 12/24 kwietnia 1876 roku, pod pretekstem rewizji w poszukiwaniu jakoby ukrytej broni, przedstawiciele władz carskich wkroczyli do kościoła i rankiem, gdy wierni przybyli na Mszę świętą, zastali odprawianą przy przenośnym, wojskowym ołtarzu liturgię prawosławną. Kościół został zamieniony na trzecią cerkiew w Białyniczach. Katolicy uważają, że ostatni proboszcz ks. Lucjan Godlewski ukrył obraz, a w kościele zostawił kopię. Jak pisze ks. Tadeusz Krahel panuje pogląd, że oryginał znajduje się w klasztorze Karmelitów trzewiczkowych w Woli Gułowskiej.
Pod koniec XIX w. cudowny obraz nawiedzało do 10 tysięcy pielgrzymów rocznie.
W 1924 roku bolszewicy zamknęli cerkiew i urządzili w niej muzeum ateizmu. Obraz znajdujący się w cerkwi był przechowywany w Muzeum Obwodowym w Mohylewie razem z krzyżem Eufrozyny Połockiej. Oba zaginęły podczas ewakuacji muzeum przed Niemcami w 1941 roku. W latach 60. XX wieku kościół i klasztor wysadzono w powietrze. W 1996 roku na jego miejscu zbudowano cerkiew prawosławną, w której czczona jest Matka Boża Białynicka. W 1993 roku odrodziła się parafia katolicka, a w 1995 roku zakupiono drewniany dom na tymczasową kaplicę. Wskazano miejsce pod kościół w centrum miejscowości i wybrano architekta z Mińska, który zaprojektuje świątynię w stylu neogotyckim. W 2011 roku z okazji 250-lecia koronacji Matki Boskiej Białynickiej odprawiono Mszę Świętą, której przewodniczył abp Tadeusz Kondrusiewicz, metropolita mińsko-mohylewski.
Wierni modlą się przed wizerunkami Matki Boskiej Białynickiej, prosząc o uzdrowienie chorób i pocieszenie w smutku.
Wizerunek Matki Boskiej Białynickiej znajduje się w herbie Białynicz.

## Kopie Obrazu Matki Boskiej Białynickiej
Z opisów kościelnych wynika, że obraz był malowany na desce. Najbardziej prawdopodobnymi kopiami białynickiego obrazu są dwie wykonane w drugiej połowie XVII wieku:
- w kościele Objawienia Pańskiego w Nowej Myszy – obraz pochodzi z Nieświeża, został namalowany na desce, przez wielu ekspertów uznawany jest za oryginał,
- w cerkwi prawosławnej św. Kosmy i Damiana w Snowie – obraz pochodzi z cerkwi w Tarejkach, został namalowany na płótnie, obecnie znajduje się w Muzeum Starożytnej Kultury Białorusi w Mińsku

Kopie obrazu znajdują się również:
- w Mohylewie
- w kościele Karmelitów Narodzenia Najświętszej Maryi Panny na Lesznie w Warszawie, znany od 1641 roku, zaginął w powstaniu warszawskim, obecny obraz jest jego kopią,
- w kościele Karmelitów Nawiedzenia Najświętszej Maryi Panny w Woli Gułowskiej[2],
- w Księżycach.

## Galeria

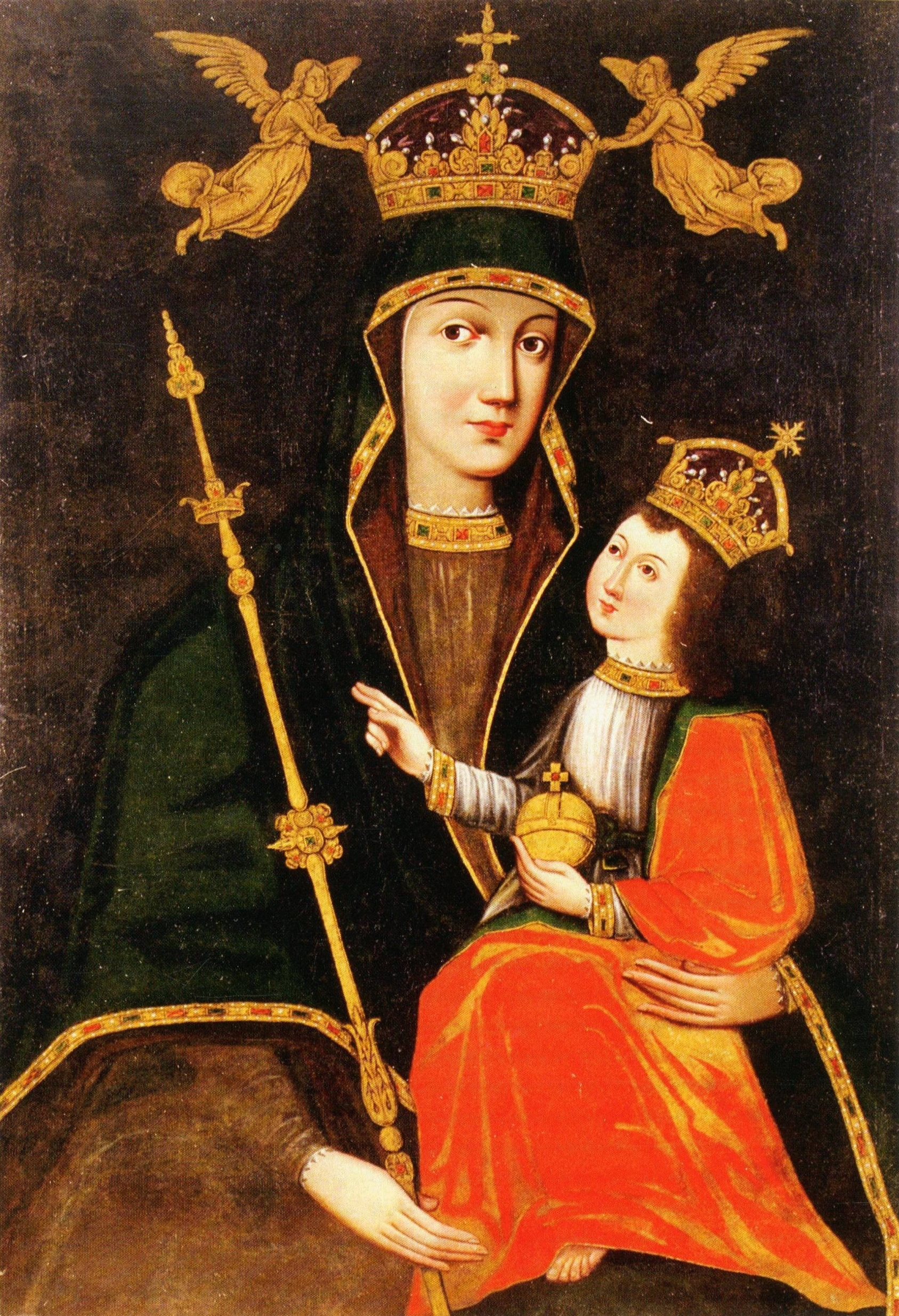
Obraz w cerkwi w Snowie (XVII w.)
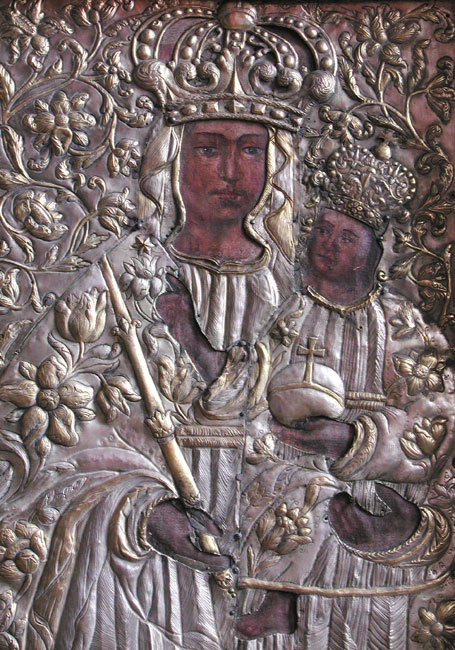
Obraz w Kamionce w obwodzie grodzieńskim (XVIII w.)
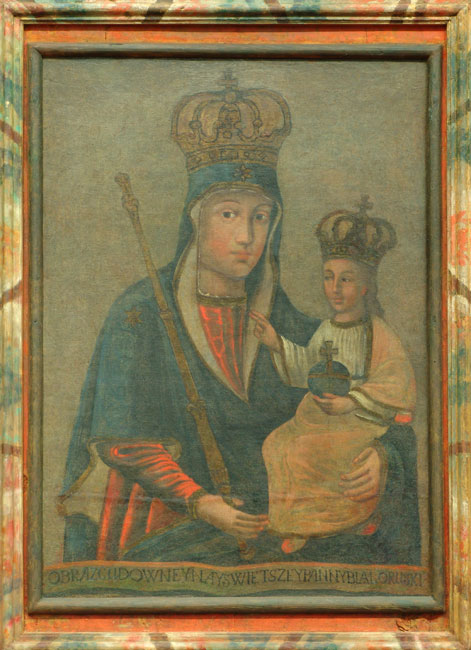
Obraz w Narodowym Muzeum Sztuki Republiki Białorusi
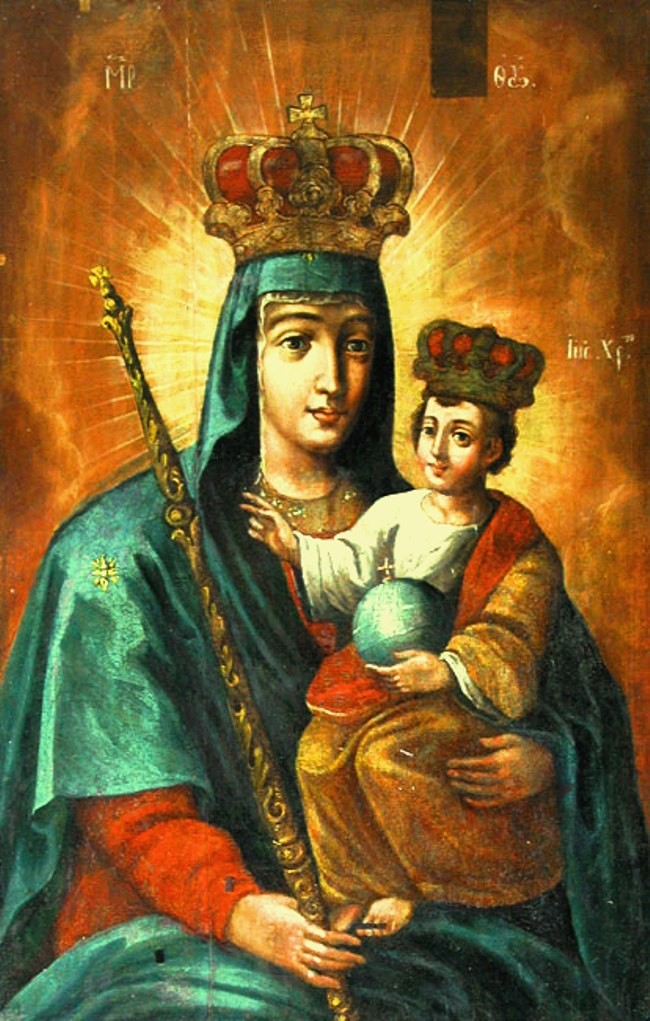
Obraz w Mohylewskim obwodowym muzeum im. P.B. Maślenikowa w Mohylewie (XVIII-XIX w.)
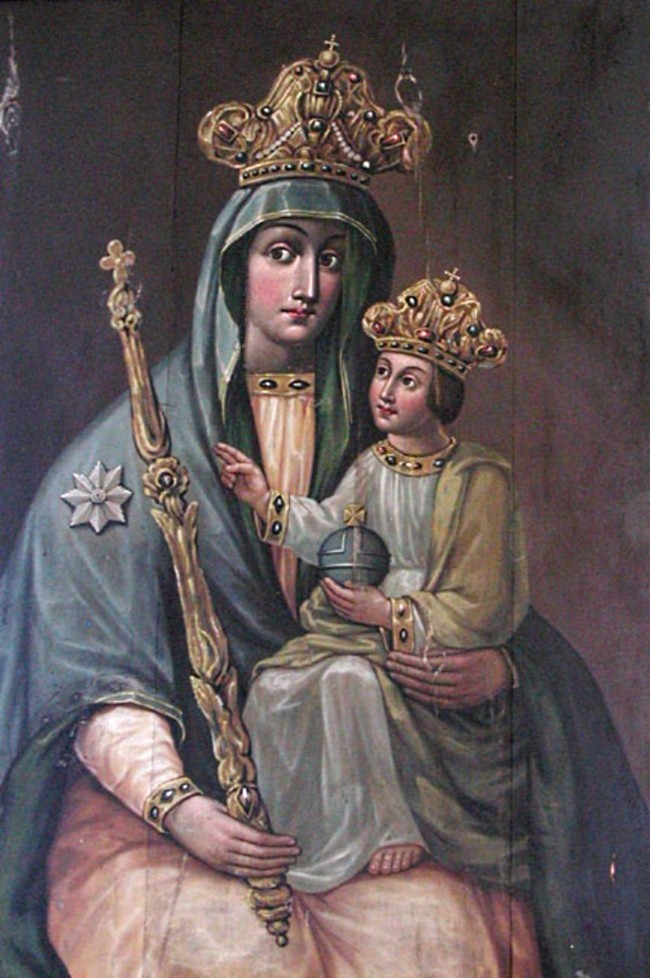
Obraz w Nowym Dworze w obwodzie grodzieńskim (XIX w.)
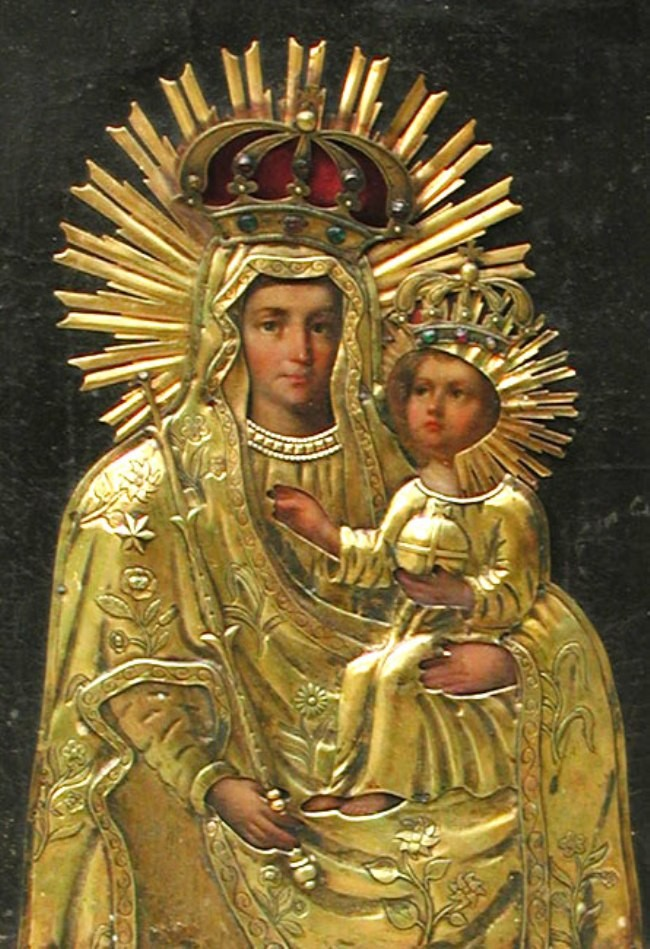
Obraz w Gudogaju w obwodzie grodzieńskim (XIX w.)
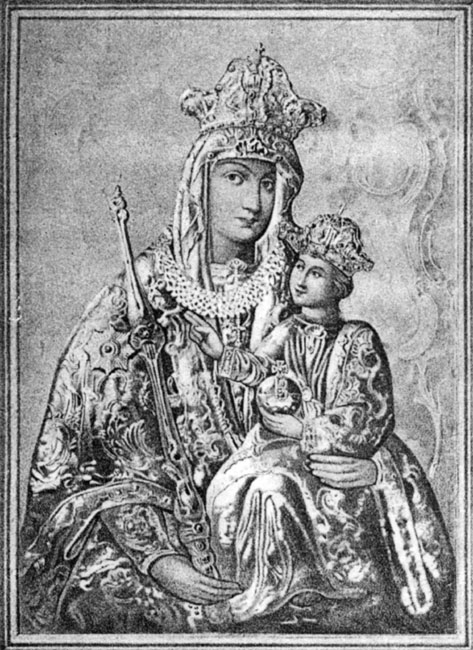
Litografia w książce „O cudownym obrazie Matki Boskiej w kościele oo. karmelitów w Białyniczach” z 1899 roku